# Departamento de Retalhuleu
Departamento de Retalhuleu är ett departement i Guatemala. Det ligger i den sydvästra delen av landet, 150 km väster om huvudstaden Guatemala City. Antalet invånare är 40 000.
Departamento de Retalhuleu delas in i:

1. Municipio de Santa Cruz Muluá
2. Municipio de San Sebastián
3. Municipio de San Martín Zapotitlán
4. Municipio de San Felipe
5. Municipio de San Andrés Villa Seca
6. Municipio de Retalhuleu
7. Municipio de Nuevo San Carlos
8. Municipio de El Asintal
9. Municipio de Champerico

Följande samhällen finns i Departamento de Retalhuleu:

- Nuevo San Carlos
- San Sebastián
- San Felipe
- El Asintal
- San Andrés Villa Seca
- San Martín Zapotitlán
- Santa Cruz Muluá